# نائوسوری
نائوسوری (به لاتین: Nausori) یک منطقهٔ مسکونی در فیجی است که در استان مرکزی واقع شده‌است.